# Membrana regeneradora porosa
Membrana regeneradora porosa é um produto composto por celulose bacteriana para uso médico, com características físicas, químicas e mecânicas capazes de substituir temporariamente a pele humana e de promover a rápida regeneração em lesões causadas por queimaduras, úlceras de membros inferiores ou em qualquer outra situação onde ocorra a falta da epiderme ou da derme. 

## Vantagens do uso
- Facilidade de aplicação e adaptação ao leito da lesão;
- Proteção e aceleração do processo cicatricial;
- Isenção de reações adversas;
- Diminuição da dor;
- Conforto ao paciente;
- Facilidade de drenagem das secreções;
- Visualização e controle evolutivo da lesão;
- Manutenção da umidade fisiológica entre o leito da lesão e a membrana;
- Ocorrência de trocas gasosas;
- Menor custo de tratamento.

## Indicações de uso
A membrana regeneradora porosa é indicada para os tratamentos preventivo e curativo de lesões resultantes da perda do epitélio, especialmente as com grande potencial de infecção, sendo caracterizadas como ferimento superficial ou profundo, com exsudação abundante ou escassa, tais como:
- Queimaduras de pele / derme;
- Dermo-abrasões;
- Escoriações;
- Áreas doadoras e receptoras de enxerto cutâneo;
- Leitos ungueais (pós exérese ungueal);
- Úlceras venosas ou de estase;
- Úlceras arteriais;
- Úlceras por pressão;
- Mal perfurante plantar;
- Feridas cirúrgicas infectadas;
- Escaras de decúbito;
- Pós cauterização física (crioterapia, termo cauterização, laser CO² e Erbium);
- Epidermólise bolhosa.

## Fundamentação técnica
Apesar da celulose bacteriana já ser produzida e conhecida desde o Século XIX, somente nas últimas décadas ela vem sendo utilizada na manufatura de alguns produtos de importância na área médica. Atualmente vem se dando maior atenção a este material, pelo fato das suas características físicas serem completamente diferentes do produzido com celulose de origem vegetal, com estrutura uniforme e sem variações quanto a orientação das microfibrilas que o forma, textura fina, entre outras propriedades de interesse..
Diferentemente da celulose vegetal in natura, a de zoogléias produzidas pela bactéria Acetobacter xylinum é constituída por microfibrilas de comprimentos indefinidos, distribuída em sentidos aleatórios e entrelaçadas entre si, formando um tecido gelatinoso frouxo e de textura extremamente fina. Com esse material, iniciou-se o desenvolvimento de produtos com propriedades físicas e mecânicas inéditas, os quais até o ano 2.000 preenchiam algumas lacunas em termos de desempenho, especialmente na área médica. Entre os produtos desenvolvidos de maior importância, encontram-se os curativos para lesões da pele humana, que proporciona uma barreira intransponível por bactérias, os absorventes e os separadores de tecidos animais, resultantes de diferentes formas de processar zoogléias produzidas por bactérias. É de conhecimento de todos que a maioria dos produtos em uso atualmente, na área médica, não apresentam o desempenho pretendido. Por outro lado, algumas vezes eles são adequados, mas devido aos seus altos custos de fabricação, tornam-se inacessíveis a grande parte da população que os necessitam.
Dentre alguns produtos não satisfatórios, pode-se citar como exemplos: a) A gaze de algodão, como um produto tradicionalmente utilizado, mas problemático por ter textura grosseira e causar dor quando em contato com os terminais nervosos expostos, se incorporar à crosta do ferimento, prejudicando o acompanhamento clínico visual e a própria regeneração tecidual, e ter necessidade de remoção freqüente para observações, causando desbridamento não seletivo com a remoção de células viáveis; b) membrana de celulose não porosa, por não ter passagens para que permita a drenagem do exsudato – embora este produto seja muito eficiente como barreira bacteriana e auxilie na regeneração de lesões epidérmicas ou superficiais que não exsudem em demasia, ela praticamente não permite a passagem de líquidos e impede ou prolonga demasiadamente a granulação/ regeneração dos tecidos lesados.
Especificamente no caso do tratamento de feridas profundas/ extensas, é imprescindível que o exsudato seja eliminado para ocorrer a rápida granulação e regeneração do tecido afetado, e subsequente epitelização. Assim sendo, membranas que retêm o exsudato de feridas, consequentemente impedem ou dificultam a granulação do tecido lesado. De fato, a manutenção de umidade no leito da ferida é desejável para acelerar o processo de regeneração do tecido afetado, proveniente do próprio exsudato, mas nunca em quantidade excessiva, preferencialmente mantendo o leito da ferida dentro de uma situação intermediária entre a molhado e a seco.
Portanto, o desenvolvimento de produtos capazes de abreviar o tempo de cicatrização passa a ser uma forma eficiente de melhorar a qualidade de vida de inúmeras pessoas, em vários aspectos. Após mensurar todos estes fatos e de analisar a Membrana Regeneradora Porosa, é verificada as seguintes vantagens sobre os demais produtos comercializados no mercado: a) redução significativa do tempo de cicatrização; b) comercialização a preços acessíveis; c) facilidade de aplicação; d) dispensa de medicamentos auxiliares; e) dessensibilização das feridas, proporcionando maior conforto e melhor qualidade de vida do paciente no decorrer do tratamento.
Adicionalmente às vantagens supracitadas, incluem-se todas as características desejáveis determinadas, quais sejam: a) aderência; b) permeabilidade ao vapor d’água; c) elasticidade; d) durabilidade; e) barreira bacteriana; f) não antigênico; g) hemostático; h) fácil aplicação e manuseio e; i) baixo custo.
Em contraposição ao que é apresentado acima para a membrana porosa, os autores fazem referência a uma série de problemas observados sobre membranas celulósicas não porosas, ou seja, concernentes à elasticidade insuficiente para o tratamento de lesões na região de articulações; à necessidade de remoção de bolhas de ar imediatamente após a aplicação da membrana; à formação de bolhas de líquido na região temporal; e a pouca adesividade e desprendimento da membrana na região perioral, embora ela apresente-se como eficaz para lesões de pouca profundidade, em áreas de pouca mobilidade é bastante eficiente no tratamento das perdas parciais de pele.
Apesar da falta de elasticidade e adesividade das membranas em regiões úmidas, os demais problemas observados por estes autores são facilmente contornados com o uso de membranas porosas que permitam a passagem do ar e a drenagem do exsudato secretado, embora os poros existentes descaracterizem tais membranas como barreira bacteriana. Contudo, esta descaracterização se dá apenas em parte, pois levando-se em conta a grande redução da área exposta da lesão com a aplicação de membranas porosas, ela também funciona como barreira física: Com a redução significativa da área exposta e o fluxo contrário do exsudato proveniente da lesão a possibilidade de infecção é reduzida de forma expressiva.
A membrana porosa possibilita a passagem espontânea ou estimulada do exsudato para fora da ferida e simultânea captura por produto absorvente colocado em contato com o seu lado externo. Com a fixação/ manutenção da membrana na posição desejada ela fica permanentemente em contato com o leito da ferida, não sendo isolada pela formação de bolhas de ar ou por bolsas de líquido proveniente do organismo. Adicionalmente, com a aplicação da membrana ocorre imediato alívio da dor em decorrência do isolamento dos terminais nervosos expostos na região periférica da lesão, acelera o desenvolvimento de tecido de granulação e a cicatrização da ferida.
Em todos os casos, quando em contato com o leito úmido das feridas a membrana porosa fica perfeitamente acomodada nas superfícies das lesões, mantendo as interfaces leito-borda-membrana permanentemente hidratadas. Além disto, com a inexistência de bolsas de ar ou de líquido a manutenção das membranas junto ao leito e à borda da ferida pode ser garantida por efeito de pressão exercida por faixas ou curativos compressivos ou medidas similares, que também auxiliam na expulsão da secreção pelos seus poros.

### Enxertos Temporários
De acordo com o cientista brasileiro Carlos Ignacio, seria possível acelerar qualquer processo de cicatrização se os curativos passassem a ter membrana Poliuretano enxertado com Poli-iso-propil-acrilo-nitrilo, ainda que sobre efeito corona e radiação ultravioleta, com o crescimento da pele o enxerto sairia facilmente.

### Citações
1. 1 2  Pitanguy, Salgado & Maracajá 1988.
2. ↑  Tavis et al. 1978.
3. ↑  Mayall et al. 1990.
4. ↑  «Desenvolvimento de curativos para cicatrização de feridas por segunda intenção baseados em biomateriais capazes de promoverem resposta celular controlada via estímulo externo». UFMG. 6 de junho de 2009. Consultado em 10 de março de 2017

## Fonte
- FUNDAMENTAÇÃO TÉCNICA/ CIENTÍFICA SOBRE A MEMBRANA CELULÓSICA POROSA por João Carlos Moreschi & Julio Joaquim Pierin Siqueira